# Europese kampioenschappen veldlopen 2015
De 22e editie van de Europese kampioenschappen veldlopen vond op 13 december 2015 plaats in de Franse plaats Hyères.

## Uitslagen

### Mannen Senioren
| Plaats | Atleet            | Land      | Tijd (min.s) |
| ------ | ----------------- | --------- | ------------ |
|        | Ali Kaya          | Turkije   | 29.20        |
|        | Alemayehu Bezabeh | Spanje    | 29.31        |
|        | Adel Mechaal      | Spanje    | 29.51        |
| 4      | Ayad Lamdassem    | Spanje    | 29.57        |
| 5      | Ilias Fifa        | Spanje    | 30.02        |
| 6      | Florian Carvalho  | Frankrijk | 30.06        |
| 7      | Roberto Aláiz     | Spanje    | 30.20        |
| 8      | Yohan Durand      | Frankrijk | 30.20        |
| 9      | Morhad Amdouni    | Frankrijk | 30.24        |
| 10     | David Nilsson     | Zweden    | 30.25        |

| Plaats | Land                                                                              | Punten |
| ------ | --------------------------------------------------------------------------------- | ------ |
|        | Spanje Alemayehu Bezabeh Adel Mechaal Ayad Lamdassem Ilias Fifa                   | 14     |
|        | Frankrijk Florian Carvalho Yohan Durand Morhad Amdouni Timothée Bommier           | 35     |
|        | Verenigd Koninkrijk Tom Lancashire Ross Millington Dewi Griffiths Jonathan Taylor | 78     |

### Vrouwen Senioren
| Plaats | Atleet                    | Land                | Tijd (min.s) |
| ------ | ------------------------- | ------------------- | ------------ |
|        | Sifan Hassan              | Nederland           | 25.47        |
|        | Kate Avery                | Verenigd Koninkrijk | 25.55        |
|        | Karoline Bjerkeli Grøvdal | Noorwegen           | 25.57        |
| 4      | Fionnuala McCormack       | Ierland             | 26.00        |
| 5      | Ancuța Bobocel            | Roemenië            | 26.07        |
| 6      | Steph Twell               | Verenigd Koninkrijk | 26.08        |
| 7      | Clémence Calvin           | Frankrijk           | 26.17        |
| 8      | Gemma Steel               | Verenigd Koninkrijk | 26.25        |
| 9      | Maureen Koster            | Nederland           | 26.28        |
| 10     | Johana Peiponen           | Finland             | 26.34        |

| Plaats | Land                                                                        | Points |
| ------ | --------------------------------------------------------------------------- | ------ |
|        | Verenigd Koninkrijk Kate Avery Steph Twell Gemma Steel Lauren Howarth       | 33     |
|        | Frankrijk Clémence Calvin Christelle Daunay Liv Westphal Christine Bardelle | 78     |
|        | Ierland Fionnuala McCormack Lizzie Lee Caroline Crowley Ciara Durkan        | 83     |

### Mannen onder 23
| Plaats | Atleet           | Land                | Tijd (min.s) |
| ------ | ---------------- | ------------------- | ------------ |
|        | Johnathan Davies | Verenigd Koninkrijk | 23.32        |
|        | Carlos Mayo      | Spanje              | 23.35        |
|        | Amanal Petros    | Duitsland           | 23.29        |
| 4      | Marc Scott       | Verenigd Koninkrijk | 23.29        |
| 5      | Djilali Bedrani  | Frankrijk           | 23.41        |
| 6      | Lorenzo Dini     | Italië              | 23.41        |
| 7      | Nassim Hassaous  | Spanje              | 23.47        |
| 8      | Napoleon Soloman | Zweden              | 23.49        |
| 9      | Jaime Escriche   | Spanje              | 23.50        |
| 10     | Peter Glans      | Duitsland           | 23.52        |

| Plaats | Land                                                                         | Punten |
| ------ | ---------------------------------------------------------------------------- | ------ |
|        | Spanje Carlos Mayo Nassim Hassaous Jaime Escriche Houssane Benabbou          | 39     |
|        | Verenigd Koninkrijk Johnathan Davies Marc Scott Richard Goodman Henry Pearce | 41     |
|        | Frankrijk Djilali Bedrani Alexandre Saddedine Francois Barrer Félix Bour     | 59     |

### Vrouwen onder 23
| Plaats | Atleet             | Land                | Tijd (min.s) |
| ------ | ------------------ | ------------------- | ------------ |
|        | Louise Carton      | België              | 19.46        |
|        | Jip Vastenburg     | Nederland           | 19.46        |
|        | Amela Terzić       | Servië              | 19.49        |
| 4      | Laura Muir         | Verenigd Koninkrijk | 19.53        |
| 5      | Viktoria Kushnir   | Wit-Rusland         | 20.05        |
| 6      | Sarah Lahti        | Zweden              | 20.06        |
| 7      | Federica Del Buono | Italië              | 20.12        |
| 8      | Emma Oudiou        | Frankrijk           | 20.14        |
| 9      | Molly Renfer       | Zwitserland         | 20.14        |
| 10     | Madeleine Murray   | Verenigd Koninkrijk | 20.15        |

| Plaats | Land                                                                            | Punten |
| ------ | ------------------------------------------------------------------------------- | ------ |
|        | Verenigd Koninkrijk Laura Muir Madeleine Murray Jenny Nesbitt Rebecca Murray    | 41     |
|        | Frankrijk Emma Oudiou Maeva Danois Marie Bouchard Cecile Jarousseau             | 71     |
|        | Italië Federica Del Buono Christine Santi Costanza Martinetti Francesca Bertoni | 82     |

### Mannen Junioren
| Plaats | Atleet                    | Land                | Tijd (min.s) |
| ------ | ------------------------- | ------------------- | ------------ |
|        | Yemaneberhan Crippa       | Italië              | 17.39        |
|        | Fabien Palcau             | Frankrijk           | 17.45        |
|        | El Madhi Lahoufi          | Spanje              | 17.46        |
| 4      | Jimmy Gressier            | Frankrijk           | 17.48        |
| 5      | Said Ettaqy               | Italië              | 17.49        |
| 6      | Stan Niesten              | Nederland           | 17.51        |
| 7      | Mohamed-Amine El Bouajaji | Frankrijk           | 17.52        |
| 8      | Dieter Kersten            | België              | 17.53        |
| 9      | Alexander Yee             | Verenigd Koninkrijk | 17.53        |
| 10     | Pietro Riva               | Italië              | 17.55        |

| Plaats | Land                                                                                       | Punten |
| ------ | ------------------------------------------------------------------------------------------ | ------ |
|        | Frankrijk Fabien Palcau Jimmy Gressier Mohamed-Amine El Bouajaji Maxime Hueber Moosbrugger | 27     |
|        | Italië Yemaneberhan Crippa Said Ettaqy Pietro Riva Alessandro Giacobazzi                   | 29     |
|        | Verenigd Koninkrijk Alexander Yee Christopher Olley Ben Dijkstra Mahamed Mahamed           | 67     |

### Vrouwen Junioren
| Plaats | Atleet                  | Land                | Tijd (min.s) |
| ------ | ----------------------- | ------------------- | ------------ |
|        | Konstanze Klosterhalfen | Duitsland           | 13.12        |
|        | Harriet Knowles-Jones   | Verenigd Koninkrijk | 13.16        |
|        | Alina Reh               | Duitsland           | 13.20        |
| 4      | Célia Antón             | Spanje              | 13.27        |
| 5      | Bobby Clay              | Verenigd Koninkrijk | 13.29        |
| 6      | Sarah Kistner           | Duitsland           | 13.35        |
| 7      | Carolina Johnson        | Zweden              | 13.36        |
| 8      | Anna Emilie Møller      | Denemarken          | 13.37        |
| 9      | Yuliya Moroz            | Oekraïne            | 13.40        |
| 10     | Franziska Reng          | Duitsland           | 13.40        |

| Plaats | Land                                                                                   | Punten |
| ------ | -------------------------------------------------------------------------------------- | ------ |
|        | Duitsland Konstanze Klosterhalfen Alina Reh Sarah Kistner Franziska Reng               | 20     |
|        | Verenigd Koninkrijk Harriet Knowles-Jones Bobby Clay Sabrina Sinha Mari Smith          | 40     |
|        | Denemarken Anna-Emilie Møller Maria Larsen Alberte Kjaer Pedersen Line Kalstrup Schulz | 62     |